# Drumtroddan Standing Stones

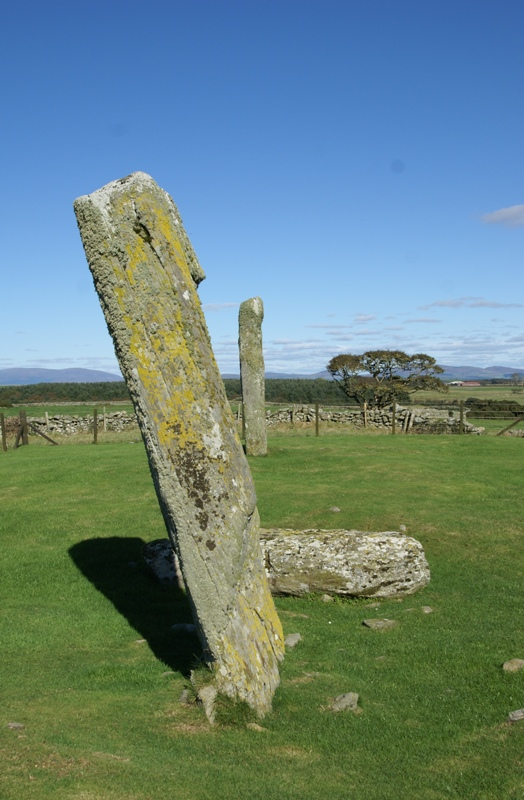
Drumtroddan Standing Stones.

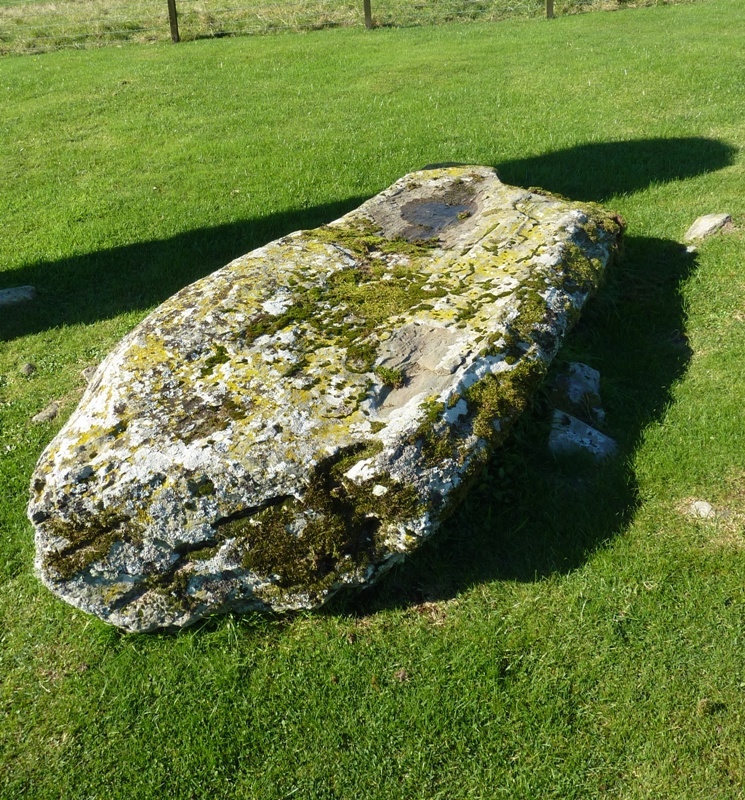
De middelste steen zou kunnen zijn gevallen of is wellicht omgeduwd in een poging het monument te kerstenen.

De Drumtroddan Standing Stones vormen een stenenrij, opgericht in de bronstijd, zo'n 3,2 kilometer ten oosten van Port William gelegen in de Schotse regio Dumfries and Galloway.

## Periode
De Drumtroddan Standing Stones zijn vermoedelijk opgericht tussen 2000 en 1000 v.Chr. Het is onbekend of er een verband is met de zo'n 360 meter westelijker gelegen Drumtroddan Cup and Ring Marks.

## Beschrijving
De Drumtroddan Standing Stones bestaan uit een drietal stenen, waarvan de middelste plat ligt. De twee staande stenen zijn noordoost-zuidwestelijk georiënteerd en staan 13,1 meter uit elkaar. De noordoostelijke steen is 3,07 meter hoog en 91 bij 38 centimeter breed. De zuidwestelijke steen is 3,10 meter hoog en 137 bij 38 centimeter breed. De middelste steen meet 2,74 meter bij 121 centimeter bij 53 centimeter. Deze steen ligt 2,13 meter van de zuidwestelijke steen af.
Het is mogelijk dat de middelste steen bewust omver is geduwd in de middeleeuwen in een poging het heidens beschouwde monument te kerstenen door er een kruisvorm van te maken. Er zouden ooit vier stenen zijn geweest.
Als de liggende steen in een rechte lijn tussen de beide staande stenen stond, dan staan de stenen min of meer in één lijn met de opkomende zon in het noordoosten in de midzomer en met de ondergaande zon in de midwinter.

## Beheer
De Drumtroddan Standing Stones worden beheerd door Historic Scotland.